# Albert II de Saxe
Pour les articles homonymes, voir Albert II.
Albert II, né vers 1250 et décédé le 25 août 1298 près d'Aken, est un prince de la maison d'Ascanie, fils du duc Albert Ier de Saxe et de Hélène de Brunswick-Lunebourg. À la mort de son père en 1260, il hérite notamment du duché de Saxe sur le cours moyen de l’Elbe, avec son frère aîné Jean. À la suite du partage définitif des possessions ascaniennes, en 1296, il est le premier duc de Saxe-Wittemberg jusqu'à sa mort. Son duché est le précurseur de l'électorat de Saxe créé par la Bulle d'or en 1356.

## Biographie
Albert II est le fils cadet du duc Albert Ier de Saxe et de sa troisième épouse Hélène, fille du duc Othon Ier de Brunswick issue de la dynastie des Welf. La maison d'Ascanie a reçu le titre de « duc de Saxe » après la chute de Henri le Lion par l'empereur Frédéric Barberousse en 1180. Après le décès d'Albert Ier le 7 octobre 1260, ses fils prennent la dignité de maréchal impérial et la suzeraineté sur les fiefs saxons. En ce qui concerne les affaires gouvernementales, la dynastie ducale se scinde en deux lignes : celles de Saxe-Lauenbourg sous le règne de Jean Ier et de Saxe-Wittemberg sous le duc Albert II.
En 1269, Albert II acquiert également les domaines des burgraves des archevêques de Magdebourg autour de Gommern. Le 24 octobre 1273 il participe à l'élection du nouveau roi Rodolphe Ier de Habsbourg, ce qui lui vaut la main de la fille du roi, Agnès Gertrude (1257–1322). La qualité de prince-électeur saxon, toutefois, est convoitée par les deux branches familiales de Wittemberg et Lauenbourg. Son frère Jean démissionne en 1282 et va s'ensevelir dans le cloître franciscain de Wittemberg. Albert II se charge alors de la tutelle des neveux mineurs Jean II, Éric et Albert III.

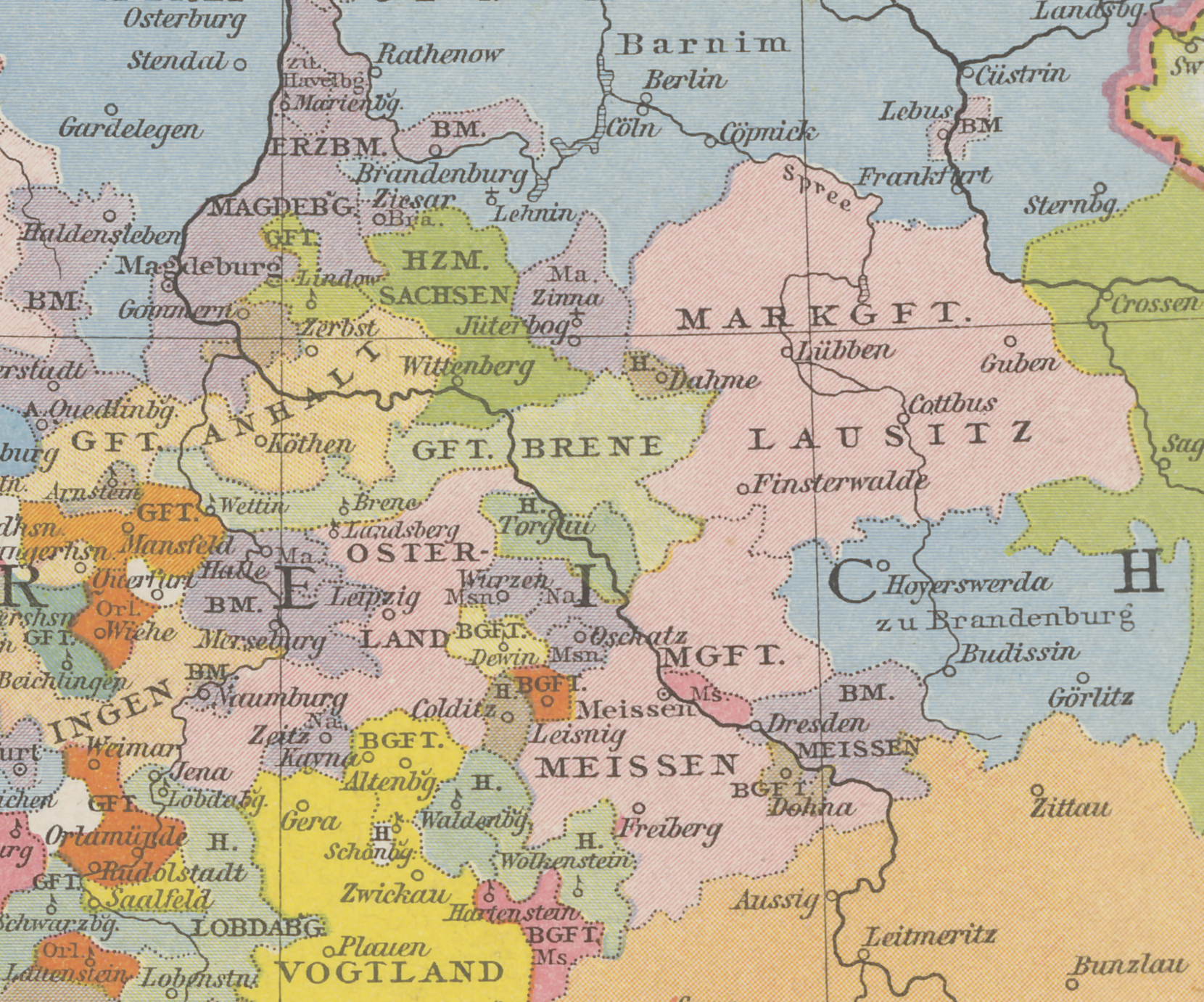
Le duché de Saxe-Wittenberg (en vert) et le comté de Brehna vers 1250.

Le fils aîné d'Albert II, Rodolphe, est né vers 1284. Quatre ans plus tard, le duc amène son beau-père, le roi Rodolphe Ier, à conférer le titre de comte palatin en Saxe à son fils ; il en résulte des tensions avec la maison de Wettin en Misnie. De plus, il reçoit en fief l'ancien comté de Brehna au sud de Wittemberg à la suite de la mort du dernier comte Othon IV en 1290. Albert II intervient encore une fois dans la vie politique du Saint-Empire après la mort du roi Rodolphe Ier en 1291 : au grand mécontentement de son beau-frère Albert de Habsbourg, le duc vote en faveur du comte Adolphe de Nassau. 
À la mort de son frère Jean le 30 juillet 1285, Albert II s'efforce de conserver l'unité des domaines saxons. Afin de renforcer sa résidence, il concède des droits urbains à Wittemberg le 27 juin 1293. Toutefois, finalement en [296, il doit céder le duché de Saxe-Lauenbourg à ses neveux. 
En juin 1298, le duc exerce encore les droits de prince-électeur, lorsqu'il opte en faveur de la destitution du roi Adolphe et l'accession d'Albert de Habsbourg. En même temps, il est constamment en conflit avec son voisin l'archevêché de Magdebourg ; le 25 août, il est mortellement blessé dans un affrontement armé près d'Aken sur l'Elbe.

## Union et postérité
En 1273 Albert II de Saxe épouse Agnès de Habsbourg (de), fille du roi Rodolphe Ier, qui lui donne plusieurs enfants :
- Rodolphe Ier de Saxe ;
- Otto de Saxe, Angrie et Westphalie (?–1349), ∞ Lucia de Dalmatie ;
- Albert (II) de Saxe (?–19 mai 1342, Passau), prince-évêque de Passau ;
- Venceslas de Saxe, Angrie et Westphalie (?–17 mars 1327, Wittenberg), chanoine à la cathédrale d'Halberstadt ;
- Élisabeth de Saxe (?–3 mars 1341), ∞ 1317 Obizzo III d'Este ;
- Anne de Saxe (?–22 novembre 1327, Wismar), (1) ∞ 8 août 1308 à Meissen, Frédéric (9 mai 1293–13 janvier 1315), fils ainé du margrave de Misnie Frédéric Ier le Mordu, (2) ∞ 6 juillet 1315 le duc Henri II de Mecklembourg.